# Superliga rosyjska w piłce siatkowej mężczyzn (2006/2007)
Rosyjska Superliga Siatkarzy w sezonie 2006/2007
Rosyjska Superliga Siatkarzy w sezonie 2006/2007 rozpoczęła się w 23 grudnia 2006 roku, a zakończyła 13 maja 2007 roku. W rozgrywkach o Mistrzostwo Rosji udział wzięło 12 drużyn. Do Wyższej Ligi "A" zostały zdegradowane 2 drużyny: NOWA Nowokujbyszewsk, Prikamie Perm.
Drużyny uczestniczące w rozgrywkach
- Dinamo Moskwa
- Lokomotiw Biełgorod
- Iskra Odincowo
- Dynamo Tat Transgaz Kazań
- Fakieł Nowy Urengoj
- Dynamo-Jantar Kaliningrad
- Gazprom Surgut
- Lokomotiw Izumrud Jekaterynburg
- Nieftjanik Baszkorotostana Ufa
- Prikamie Perm
- NOWA Nowokujbyszewsk
- Lokomotiw Nowosybirsk

## Runda zasadnicza

### 1 Kolejka
23 grudnia 2006
| Dinamo Moskwa       | 3:0 (19:25, 25:23, 20:25, 20:25)        | Lokomotiw Nowosybirsk   |
| Lokomotiw Biełgorod | 3:2 (25:16, 25:22, 22:25, 24:26, 15:7)  | Prikamie Perm           |
| Iskra Odincowo      | 3:0 (25:18, 25:20, 25:21)               | ZSK Gazprom Surgut      |
| Fakieł Nowy Urwngoj | 3:1 (25:22, 19:25, 25:23, 25:20)        | NOWA Nowokujbyszewsk    |
| Nieftjanik Ufa      | 2:3 (18:25, 25:23, 25:20, 22:25, 22:24) | Dynamo Kaliningrad      |
| Dynamo Kazań        | 3:1 (25:22, 22:25, 25:19, 25:20)        | Lokomotiw Jekaterynburg |

### 2 Kolejka
6 stycznia 2007
| Lokomotiw Nowosybirsk | 3:0 (28:26, 25:19, 25:22)               | Lokomotiw Jekaterynburg |
| Dynamo Kaliningrad    | 0:3 (25:27, 18:25, 16:25)               | Dynamo Kazań            |
| Dinamo Moskwa         | 3:1 (19:25, 26:24, 25:23, 25:16)        | Lokomotiw Biełgorod     |
| NOWA Nowokujbyszewsk  | 2:3 (34:32, 24:26, 19:25, 25:21, 13:15) | Nieftjanik Ufa          |
| ZSK Gazprom Surgut    | 3:1 (26:28, 25:20, 25:23, 25:21)        | Fakieł Nowy Urengoj     |
| Prikamie Perm         | 0:3 (19:25, 18:25, 21:25)               | Iskra Odincowo          |

### 3 Kolejka
13 stycznia 2007
| Lokomotiw Biełgorod     | 3:1 (25:18, 13:25, 27:25, 25:20)        | Lokomotiw Nowowsybirsk |
| Iskra Odincowo          | 0:3 (21:25, 21:25, 21:25)               | Dinamo Moskwa          |
| Fakieł Nowy Urengoj     | 3:2 (25:18, 23:25, 24:26, 25:18, 15:13) | Prikamie Perm          |
| Nieftjanik Ufa          | 2:3 (19:25, 25:21, 25:20, 22:25, 13:15) | ZSK Gazprom Surgut     |
| Dynamo Kazań            | 3:0 (25:22, 25:22, 25:11)               | NOWA Nowokujbyszewsk   |
| Lokomotiw Jekaterynburg | 2:3 (25:17, 18:25, 25:22, 23:25, 12:15) | Dynamo Kaliningrad     |

### 4 Kolejka
20 stycznia 2007
| Lokomotiw Nowosybirsk | 3:0 (25:23, 25:18, 27:25)               | Dynamo Kaliningrad      |
| NOWA Nowokujbyszewsk  | 0:3 (22:25, 23:25, 23:25)               | Lokomotiw Jekaterynburg |
| Dinamo Moskwa         | 3:1 (22:25, 25:18, 25:13, 25:21)        | Fakieł Nowy Urengoj     |
| ZSK Gazprom Surgut    | 1:3 (22:25, 25:23, 22:25, 23:25)        | Dynamo Kazań            |
| Prikamie Perm         | 3:2 (23:25, 25:23, 25:19, 19:25, 15:11) | Nieftjanik Ufa          |
| Lokomotiw Biełgorod   | 3:0 (25:16, 25:22, 25:21)               | Iskra Odincowo          |

### 5 Kolejka
27 stycznia 2007
| Iskra Odincowo          | 3:1 (25:17, 22:25, 25:23, 25:23)        | Lokomotiw Nowosybirsk |
| Fakieł Nowy Urengoj     | 3:2 (26:24, 25:19, 24:26, 15:25, 15:13) | Lokomotiw Biełgorod   |
| Nieftjanik Ufa          | 3:1 (19:25, 25:18, 25:22, 25:23)        | Dinamo Moskwa         |
| Dynamo Kazań            | 3:0 (25:22, 25:14, 25:23)               | Prikamie Perm         |
| Lokomotiw Jekaterynburg | 2:3 (22:25, 19:25, 29:27, 25:16, 7:15)  | ZSK Gazprom Surgut    |
| Dynamo Kaliningrad      | 3:1 (25:23, 22:25, 25:22, 25:14)        | NOWA Nowokujbyszewsk  |

### 6 Kolejka
3 lutego 2007
| Lokomotiw Nowosybirsk | 3:0 (25:21, 25:15, 25:17)               | NOWA Nowokujbyszewsk    |
| ZSK Gazprom Surgut    | 3:2 (25:17, 28:26, 19:25, 20:25, 15:10) | Dynamo Klainingrad      |
| Prikamie Perm         | 2:3 (21:25, 17:25, 25:23, 25:21, 8:15)  | Lokomotiw Jekaterynburg |
| Dinamo Moskwa         | 3:1 (25:16, 26:28, 25:21, 25:17)        | Dynamo Kazań            |
| Lokomotiw Biełgorod   | 3:2 (22:25, 28:26, 19:25, 25:17, 16:14) | Nieftjanik Ufa          |
| Iskra Odincowo        | 3:1 (25:19, 29:27, 23:25, 25:23)        | Fakieł Nowy Urengoj     |

### 7 Kolejka
10 lutego 2007
| Fakieł Nowy Urengoj     | 3:1 (23:25, 25:23, 25:20, 25:23)        | Lokomotiw Nowosybirsk |
| Nieftjanik Ufa          | 0:3 (14:25, 20:25, 16:25)               | Iskra Odincowo        |
| Dynamo Kazań            | 3:0 (27:25, 26:24, 25:17)               | Lokomotiw Biełgorod   |
| Lokomotiw Jekaterynburg | 3:2 (21:25, 27:25, 25:23, 20:25, 15:10) | Dinamo Moskwa         |
| Dynamo Kaliningrad      | 3:0 (25:20, 25:17, 25:20)               | Prikamie Perm         |
| NOWA Nowokujbyszewsk    | 2:3 (25:22, 17:25, 25:22, 23:25, 8:15)  | ZSK Gazprom Surgut    |

### 8 Kolejka
17 lutego 2007
| Lokomotiw Nowosybirsk | 3:0 (25:19, 25:22, 25:14)        | ZSK Gazprom Surgut      |
| Prikamie Perm         | 0:3 (14:25, 20:25, 16:25)        | NOWA Nowokujbyszewsk    |
| Dinamo Moskwa         | 3:0 (25:19, 25:18, 25:21)        | Dynamo Klainingrad      |
| Lokomotiw Biełgorod   | 3:1 (15:25, 25:12, 25:21, 25:22) | Lokomotiw Jekaterynburg |
| Iskra Odincowo        | 3:0 (25:17, 25:19, 25:14)        | Dynamo Kazań            |
| Fakieł Nowy Urengoj   | 3:0 (25:17, 25:22, 25:19)        | Nieftjanik Ufa          |

### 9 Kolejka
3 marca 2007
| Nieftjanik Ufa          | 3:1 (25:21, 22:25, 25:16, 25:17)        | Lokomotiw Nowosybirsk |
| Dynamo Kazań            | 2:3 (25:19, 22:25, 22:25, 25:14, 11:15) | Fakieł Nowy Urengoj   |
| Lokomotiw Jekaterynburg | 3:0 (25:22, 25:16, 26:24)               | Iskra Odincowo        |
| Dynamo Kaliningrad      | 3:0 (25:20, 25:17, 31:29)               | Lokomotiw Biełgorod   |
| NOWA Nowokujbyszewsk    | 1:3 (20:25, 25:23, 15:25, 23:25)        | Dinamo Moskwa         |
| ZSK Gazprom Surgut      | 3:1 (25:20, 25:19, 23:25, 27:25)        | Prikamie Perm         |

### 10 Kolejka
10 marca 2007
| Lokomotiw Nowosybirsk | 2:3 (28:30, 25:21, 23:25, 25:19, 13:15) | Prikame Perm            |
| Dinamo Moskwa         | 3:0 (27:25, 25:14, 25:16)               | ZSK Gazprom Surgut      |
| Lokomotiw Biełgorod   | 3:0 (25:23, 25:22, 25:23)               | NOWA Nowokujbyszewsk    |
| Iskra Odincowo        | 3:1 (25:15, 22:25, 25:19, 25:17)        | Dynamo Kaliningrad      |
| Fakieł Nowy Urengoj   | 2:3 (25:20, 13:25, 25:21, 21:25, 12:15) | Lokomotiw Jekaterynburg |
| Nieftjanik Ufa        | 3:0 (25:21, 25:16, 28:26)               | Dynamo Kazań            |

### 11 Kolejka
21 marca 2007
| Dynamo Kazań            | 3:1 (22:25, 25:16, 25:20, 25:16)        | Lokomotiw Nowosybirsk |
| Lokomotiw Jekaterynburg | 2:3 (25:16, 20:25, 25:19, 19:25, 10:15) | Nieftjanik Ufa        |
| Dynamo Kaliningrad      | 3:2 (32:30, 22:25, 25:20, 19:25, 15:13) | Fakieł Nowy Urengoj   |
| NOWA Nwokujbyszewsk     | 3:0 (26:28, 20:25, 19:25)               | Iskra Odincowo        |
| ZSK Gazprom Surgut      | 3:0 (25:17, 25:20, 25:23)               | Lokomotiw Biełgorod   |
| Prikamie Perm           | 3:2 (25:19, 20:25, 29:27, 21:25, 15:13) | Dinamo Moskwa         |

### Tabela po rundzie zasadniczej
| Lp. | Drużyna                         | Mecze | Mecze wygrane | Mecze przegrane | Sety zdobyte | Sety stracone | Punkty |
| --- | ------------------------------- | ----- | ------------- | --------------- | ------------ | ------------- | ------ |
| 1.  | Dinamo Moskwa                   | 11    | 8             | 3               | 29           | 13            | 19     |
| 2.  | Iskra Odincowo                  | 11    | 8             | 3               | 24           | 12            | 19     |
| 3.  | Dynamo Tat Transgaz Kazań       | 11    | 7             | 4               | 24           | 15            | 18     |
| 4.  | Gazprom Surgut                  | 11    | 7             | 4               | 22           | 22            | 18     |
| 5.  | Fakieł Nowy Urengoj             | 11    | 6             | 5               | 25           | 23            | 17     |
| 6.  | Lokomotiw Biełgorod             | 11    | 6             | 5               | 21           | 21            | 17     |
| 7.  | Dynamo-Jantar Kaliningrad       | 11    | 6             | 5               | 21           | 22            | 17     |
| 8.  | Lokomotiw-Izumrud Jekaterynburg | 11    | 5             | 6               | 23           | 24            | 16     |
| 9.  | Nieftjanik Baszkorotostana Ufa  | 11    | 5             | 6               | 23           | 24            | 16     |
| 10. | Lokomotiw Nowosybirsk           | 11    | 4             | 7               | 19           | 21            | 15     |
| 11. | Prikamie Perm                   | 11    | 3             | 8               | 16           | 30            | 14     |
| 12. | NOWA Nowokujbyszewsk            | 11    | 1             | 10              | 10           | 30            | 12     |

Osiem kolejnych zespołów, które zdobyły najwięcej punktów w rundzie zasadniczej awansowało do I rundy play-off:
- Dinamo Moskwa
- Iskra Odincowo
- Dynamo Tat Transgaz Kazań
- Gazprom Surgut
- Fakieł Nowy Urengoj
- Lokomotiw Biełgorod
- Dynamo-Jantar Kaliningrad
- Lokomotiw-Izumrud Jekaterynburg

Pozostałe cztery drużyny, które kolejno zajęły ostatnie miejsca w rundzie zasadniczej, grały o utrzymanie w Superlidze w tzw. play-outach. Drużyny udział wzięły w czterech turniejach:
- Nieftjanik Baszkorotostana Ufa
- Lokomotiw Nowosybirsk
- Prikamie Perm
- NOWA Nowokujbyszewsk

## Play off 8
Drużyny, które rywalizacje między sobą zakończyły zwycięstwem do trzech wygranych meczów, awansowały do II rundy play-off, a drużyny przegrane rozgrywały mecze o lokaty miejsc 5-8

### Pierwszy ćwierćfinał
25 marca 2007
Pierwszy mecz
| Dinamo Moskwa | 3:2 (22:25, 25:15, 25:17, 17:25, 15:12) | Lokomotiw Jekaterynburg |

26 marca 2007
Drugi mecz
| Dinamo Moskwa | 3:0 (25:21, 30:28, 25:22) | Lokomotiw Jekaterynburg |

5 kwietnia 2007
Trzeci mecz
| Lokomotiw Jekaterynburg | 1:3 (19:25, 29:31, 25:21, 13:25) | Dinamo Moskwa |

Stan rywalizacji – 3:0 dla Dynama Moskwy

### Drugi ćwierćfinał
25 marca 2007
Pierwszy mecz
| Iskra Odincowo | 3:0 (25:21, 25:23, 25:21) | Dynamo Kaliningrad |

26 marca 2007
Drugi mecz
| Iskra Odincowo | 3:1 (21:25, 25:19, 25:14, 25:17) | Dynamo Kaliningrad |

5 kwietnia 2007
Trzeci mecz
| Dynamo Kaliningrad | 3:1 (25:19, 25:17, 22:25, 26:24) | Iskra Odincowo |

6 kwietnia 2007
Czwarty mecz
| Dynamo Kaliningrad | 0:3 (21:25, 18:25, 19:25) | Iskra Odincowo |

Stan rywalizacji - 3:1 dla Iskry Odincowo

### Trzeci ćwierćfinał
25 marca 2007
Pierwszy mecz
| Dynamo Kazań | 3:0 (25:21, 25:20, 25:22) | Lokomotiw Biełgorod |

26 marca 2007
Drugi mecz
| Dynamo Kazań | 3:0 (25:17, 25:16, 25:21) | Lokomotiw Biełgorod |

5 kwietnia 2007
Trzeci mecz
| Lokomotiw Biełgorod | 1:3 (18:25, 23:25, 31:29, 23:25) | Dynamo Kazań |

Stan rywalizacji - 3:0 dla Dynama Kazań

### Czwarty ćwierćfinał
25 marca 2007
Pierwszy mecz
| ZSK Gazprom Surgut | 0:3 (22:25, 24:26, 21:25) | Fakieł Nowy Urengoj |

26 marca 2007
Drugi mecz
| ZSK Gazprom Surgut | 0:3 (15:25, 20:25, 21:25) | Fakieł Nowy Urengoj |

5 kwietnia 2007
Trzeci mecz
| Fakieł Nowy Urengoj | 3:0 (28:26, 25:21, 27:25) | ZSK Gazprom Surgut |

Stan rywalizacji - 3:0 dla Fakieła Nowego Urengoju

## Play off 4

### Pierwszy półfinał
16 kwietnia 2007
Pierwszy mecz
| Dinamo Moskwa | 3:0 (25:18, 25:19, 25:17) | Fakieł Nowy Urengoj |

17 kwietnia 2007
Drugi mecz
| Dinamo Moskwa | 3:1 (25:12, 14:25, 25:22, 25:21) | Fakieł Nowy Urengoj |

21 kwietnia
Trzeci mecz
| Fakieł Nowy Urengoj | 3:2 (25:22, 25:27, 22:25, 25:20, 15:10) | Dinamo Moskwa |

22 kwietnia 2007
Czwarty mecz
| Fakieł Nowy Urengoj | 0:3 (23:25, 19:25, 15:25) | Dinamo Moskwa |

Stan rywalizacji - 3:1 dla Dynama Moskwa

### Drugi półfinał
16 kwietnia 2007
Pierwszy mecz
| Iskra Odincowo | 1:3(31:29, 22:25, 19:25, 19:25) | Dynamo Kazań |

17 kwietnia 2007
Drugi mecz
| Iskra Odincowo | 0:3 (20:25, 18:25, 17:25) | Dynamo Kazań |

21 kwietnia 2007
Trzeci mecz
| Dynamo Kazań | 1:3(21:25, 25:22, 26:28, 18:25) | Iskra Odincowo |

22 kwietnia 2007
Czwarty mecz
| Dynamo Kazań | 0:3 (19:25, 21:25, 22:25) | Iskra Odincowo |

26 kwietnia 2007
Piąty mecz
| Iskra Odincowo | 1:3 (17:25, 23:25, 25:23, 29:31) | Dynamo Kazań |

Stan rywalizacji - 3:2 dla Dynama Kazań

## Mecze o miejsca 5-8
16 kwietnia 2007
Pierwszy mecz
| ZSK Gazprom Surgut | 1:3 (19:25, 27:29, 25:23, 23:25) | Lokomotiw Jekaterynburg |

17 kwietnia 2007
Drugi mecz
| ZSK Gazprom Surgut | 2:3 (20:25, 27:25, 25:23, 23:25, 13:15) | Lokomotiw Jekaterynburg |

21 kwietnia 2007
Trzeci mecz
| Lokomotiw Jekaterynburg | 3:0 (25:12, 25:19, 25:23) | ZSK Gazprom Surgut |

Stan rywalizacji - 3:0 dla Lokomotiwu Jekaterynburg
16 kwietnia 2007
Pierwszy mecz
| Lokomotiw Biełgorod | 0:3 (18:25, 22:25, 24:26) | Dynamo Kaliningrad |

17 kwietnia 2007
Drugi mecz
| Lokomotiw Biełgorod | 3:2(25:21, 26:24, 23:25, 24:26, 15:13) | Dynamo Kaliningrad |

21 kwietnia 2007
Trzeci mecz
| Dynamo Kaliningrad | 3:2 (25:18, 23:25, 22:25, 25:23, 15:10) | Lokomotiw Biełgorod |

22 kwietnia 2007
Czwarty mecz
| Dynamo Kaliningrad | 3:0 (16:25, 20:25, 20:25) | Lokomotiw Biełgorod |

Stan rywalizacji -3:1 Dynama - Jantar Kaliningrad

## Mecze o miejsca 9-12

### Pierwszy turniej
29 - 1 kwietnia 2007 Nowokujbyszewsk
29 marca 2007
| Nieftjanik Ufa | 2:3 (18:25, 21:25, 25:22, 25:15, 12:15) | NOWA Nowokujbyszewsk |

30 marca 2007
| Nieftjanik Ufa | 2:3 (24:26, 25:14, 25:19, 23:25, 19:21) | Lokomotiw Nowosybirsk |

31 marca 2007
| Lokomotiw Nowosybirsk | 0:3 (25:27, 24:26, 19:25) | Prikamie Perm |

| NOWA Nowokujbyszewsk | 3:2 (25:19, 25:20, 22:25, 15:25, 15:12) | Prikamie Perm |

1 kwietnia 2007
| Nieftjanik Ufa | 3:1 (25:19, 22:25, 25:21, 25:22) | Prikamie Perm |

| NOWA Nowokujbyszewsk | 3:1 (25:18, 25:18, 23:25, 25:21) | Lokomotiw Nowosybirsk |

### Drugi turniej
13 - 15 kwietnia 2007 Perm
13 kwietnia 2007
| NOWA Nowokujbyszewsk | 1:3 (23:25, 19:25, 25:13, 10:25) | Lokomotiw Nowosybirsk |

| Prikamie Perm | 3:0 (25:23, 25:21, 25:22) | Nieftjanik Ufa |

14 kwietnia 2007
| Nieftjanik Ufa | 0:3 (20-25, 18-25, 23-25) | Lokomotiw Nowosybirsk |

| NOWA Nowokujbyszewsk | 3:2 (25-21, 20-25, 27-25, 19-25, 15-11) | Prikamie Perm |

15 kwietnia 2007
| Nieftjanik Ufa | 0:3 (20-25, 24-26, 20-25) | NOWA Nowokujbyszewsk |

| Prikamie Perm | 1:3 (21-25, 25-22, 19:25, 19:25) | Lokomotiw Nowosybirsk |

### Trzeci turniej
27 - 29 kwietnia 2007 Nowosybirsk
27 kwietnia 2007
| Nieftjanik Ufa | 0:3 (19:25, 19:25, 21:25) | Prikamie Perm |

| Lokomotiw Nowosybirsk | 3:2 (24:26, 25:21, 25:21, 24:26, 15:7) | NOWA Nowokujbyszewsk |

28 kwietnia 2007
| Nieftjanik Ufa | 2:3 (26:24, 25:14, 22:25, 20:25, 11:15) | NOWA Nowokujbyuszewsk |

| Lokomotiw Nowosybirsk | 3:1 (22:25, 25:23, 25:23, 25:22) | Prikamie Perm |

29 kwietnia 2007
| Lokomotiw Nowosybirsk | 2:3 (21-25, 27-25, 21-25, 25-22, 11-15) | Nieftjanik Ufa |

| NOWA Nowokujbyszewsk | 3:1 (29-27, 18-25, 25-22, 27-25) | Prikamie Perm |

### Czwarty turniej
10 - 12 maja 2007 Ufa
10 maja 2007
| Nieftjanik Ufa | 3:0 (25-23, 25-17, 25-15) | Lokomotiw Nowosybirsk |

| Prikamie Perm | 3:1(28-30, 25-21, 25-18, 25-22) | NOWA Nowokujbyszewsk |

11 maja 2007
| Nieftjanik Ufa | 3:0(25-20, 25-20, 25-21) | Prikamie Perm |

| Lokomotiw Nowosybirsk | 0:3(19-25, 17-25, 19-25) | NOWA Nowokujbyszewsk |

12 maja 2007
| Nieftjanik Ufa | 3:0(31-29, 25-18, 27-25) | NOWA Nowokujbyszewsk |

| Prikamie Perm | 3:2 (25-23, 25-22, 17-25, 19-25, 15-12) | Lokomotiw Nowosybirsk |

### Tabela
|     |                                |       |    |       |              |                       |        |
| Lp. | Drużyna                        | Mecze | Z  | P     | Bilans setów | Bilans małych punktów | Punkty |
| 1.  | Nieftjanik Baszkorotostana Ufa | 23    | 10 | 13    | 44-48        | 2035-2024             | 33     |
| 2.  | Lokomotiw Nowosybirsk          | 23    | 10 | 13    | 42-46        | 1945-1975             | 33     |
| 3.  | NOWA Nowokujbyszewsk           | 23    | 9  | 14    | 38-52        | 1956-2055             | 32     |
| 4.  | Prikamie Perm                  | 23    | 8  | 39-54 | 2006 - 2122  | 31                    |        |

W sezonie 2006/2007 z Superligi zostały zdegradowane dwa zespoły, które zgromadziły najmniej punktów w czterech turniejach rozgrywanych między sobą:
- NOWA Nowokujbyszewsk
- Prikamie Perm

## Mecze o miejsce 5.
3 maja 2007
Pierwszy mecz
| Dynamo Kaliningrad | 1:3 (27:29, 25:19, 26:28, 26:28) | Lokomotiw Jekaterynburg |

4 maja 2007
Drugi mecz
| Dynamo Kaliningrad | 1:3 (25:23, 22:25, 19:25, 22:25) | Lokomotiw Jekaterynburg |

8 maja 2007
Trzeci mecz
| Lokomotiw Jekaterynburg | 3:1 (22:25, 27:25, 26:24, 26:24) | Dynamo Kaliningrad |

Stan rywalizacji - 3:0 dla Lokomotiwu Jekaterynburg
 5. miejsce w Rosyjskiej Superlidze siatkarzy zajął Lokomotiw Jekaterynburg, a 6. miejsce Dynamo-Jantar Kaliningrad 

## Mecze o miejsce 3.
3 maja 2007
Pierwszy mecz
| Iskra Odincowo | 3:0 (25:20, 25:20, 25:23) | Fakieł Nowy Urengoj |

4 maja 2007
Drugi mecz
| Iskra Odincowo | 3:0 (25:17, 25:19, 25:18) | Fakieł Nowy Urengoj |

8 maja 2007
Trzeci mecz
| Fakieł Nowy Urengoj | 2:3(16:25, 25:19, 25:18, 20:25, 14:16) | Iskra Odincowo |

Stan rywalizacji - 3:0 dla Iskry Odincowo 
3. miejsce w Rosyjskiej Superlidze Siatkarzy w sezonie 2006/2007 zajęła Iskra Odincowo, a 4. Fakieł Nowy Urengoj 

## Finał
3 maja 2007
Pierwszy mecz
| Dinamo Moskwa | 2:3 (22:25, 23:25, 25:20, 25:22, 15:17) | Dynamo Kazań |

4 maja 2007
Drugi mecz
| Dinamo Moskwa | 3:1 (21:25, 25:18, 25:22, 25:19) | Dynamo Kazań |

8 maja 2007
Trzeci mecz
| Dynamo Kazań | 2:3(23:25, 26:24, 25:18, 21:25, 11:15) | Dinamo Moskwa |

9 maja 2007
Czwarty mecz
| Dynamo Kazań | 3:2 (24:26, 21:25, 25:19, 25:17, 18:16) | Dinamo Moskwa |

13 maja 2007
Piąty mecz
| Dinamo Moskwa | 0:3(23:25, 23:25, 20:25) | Dynamo Kazań |

Stan rywalizacji - 3:2 dla Dynama Kazań

## Tabela końcowa
| Lp. | Drużyna                         |
| --- | ------------------------------- |
| 1.  | Dynamo Tat Transgaz Kazań       |
| 2.  | Dinamo Moskwa                   |
| 3.  | Iskra Odincowo                  |
| 4.  | Fakieł Nowy Urengoj             |
| 5.  | Lokomotiw-Izumrud Jekaterynburg |
| 6.  | Dynamo-Jantar Kaliningrad       |
| 7.  | Gazprom Surgut                  |
| 8.  | Lokomotiw Biełgorod             |
| 9.  | Nieftjanik Baszkorotostana Ufa  |
| 10. | Lokomotiw Nowosybirsk           |
| 11. | Prikamie Perm                   |
| 12. | NOWA Nowokujbyszewsk            |

- Mistrzem Rosji w sezonie 2006/2007 zostało Dynamo Tat Transgaz Kazań.
- W sezonie 2007/2008 w Superlidze będzie występował Lokomotiw Jarosławl, który awansował z Wyższej Ligi "A" .
- Nagrodę Kuzniecowa dla najlepszego zawodnika sezonu otrzymał Matej Kazijski.